# Valve Anti-Cheat
Valve Anti-Cheat – w skrócie VAC – zintegrowany z platformą Steam system wykrywania i zwalczania cheaterów, opracowany przez firmę Valve Corporation. Został pierwszy raz użyty w grze Counter-Strike w wersji 1.4 w 2002 roku. Obecnie obsługuje silniki GoldSrc, Source i Unreal Engine 2.

## Działanie
VAC jest całkowicie zautomatyzowany. Po tym, jak wykryje użycie niedozwolonych kodów lub programów, nakłada na konto użytkownika Steam blokadę, której nie można zdjąć. W profilu oszusta umieszcza widoczną informację o nałożonej blokadzie, permanentnie blokuje opcje kupna i sprzedaży przedmiotów z gry oraz nie pozwala grać na serwerach chronionych przez system. VAC wykrywa oszustwa za pomocą odpowiednich sygnatur oszustw. Wszelkie modyfikacje, dzięki którym gracz zyskuje przewagę nad innym, klasyfikowane są jako oszustwo i wywołują blokadę VAC. Wlicza się w to modyfikacje głównych plików wykonywalnych gry oraz bibliotek łączonych dynamicznie (DLL).
VAC jest komponentem Steamworks oraz klienta Steam i skanuje on system użytkownika w poszukiwaniu oprogramowania do oszukiwania, gdy gra jest uruchomiona. Działa to podobnie do skanera antywirusowego i VAC posiada swoją bazę danych, dzięki której wykrywa znane oszustwa. W momencie wykrycia oprogramowania do oszukiwania konto użytkownika zostaje oznaczone do otrzymania blokady z opóźnieniem. Blokada nie zostanie nałożona natychmiast po wykryciu oszustwa, lecz z kilkudniowym opóźnieniem.

## Cel
Celem VAC jest zniechęcenie użytkowników do korzystania z oprogramowania służącego do oszustw (tzw. cheatów) poprzez nakładanie wysokich kar na użytkowników złapanych na oszukiwaniu oraz przez utrudnienie takim użytkownikom sprawdzenia, czy oszustwa są aktywnie wykrywane. Blokady są powiązane z kontem użytkownika, dlatego jedynym sposobem na pozbycie się jej będzie utworzenie nowego konta Steam oraz ponowne kupno gry.